# Taxi Life: A City Driving Simulator
Taxi Life: A City Driving Simulator és un videojoc de simulació de taxi a Barcelona de la companyia polonesa Simteract, sortirà a la venda el 7 de març de 2024 per les plataformes PlayStation 5, Xbox X/S, Steam i per a PC. El joc està disponible, tant la interfície com els subtítols en català.

## Jugabilitat
Taxi Life: A City Driving Simulator és un simulador de taxi en un mapa de món obert de Barcelona a escala 1:1 amb més de 200 dels monuments, edificis històrics, parcs i escultures famoses de la ciutat. Al llarg de la partida, el jugador portar els clients al lloc que l'indiquin mentre està atent a les seves peticions, l'estat del trànsit, així com la del vehicle. A més a més de portar un taxi, també es pot obrir una empresa pròpia i expandir el negoci tenint diversos taxis.

## Requisits del sistema[2]

### Mínim
- Sistema operatiu: Windows 10
- Processador: Intel Core i7-4790 o AMD Ryzen 5 1500X
- Memoria RAM: 8 GB
- Gràfica: NVIDIA GeForce GTX 960, 4 GB o AMD Radeon R9 380, 4 GB

### Aconsellables
- Sistema operatiu: Windows 10
- Processador: Intel Core i7-12700K o AMD Ryzen 7 5800X
- Memoria RAM: 12 GB
- Gràfica: NVIDIA GeForce GTX 1660, 6 GB or AMD Radeon RX 5700 XT, 8 GB